# Procol Harum

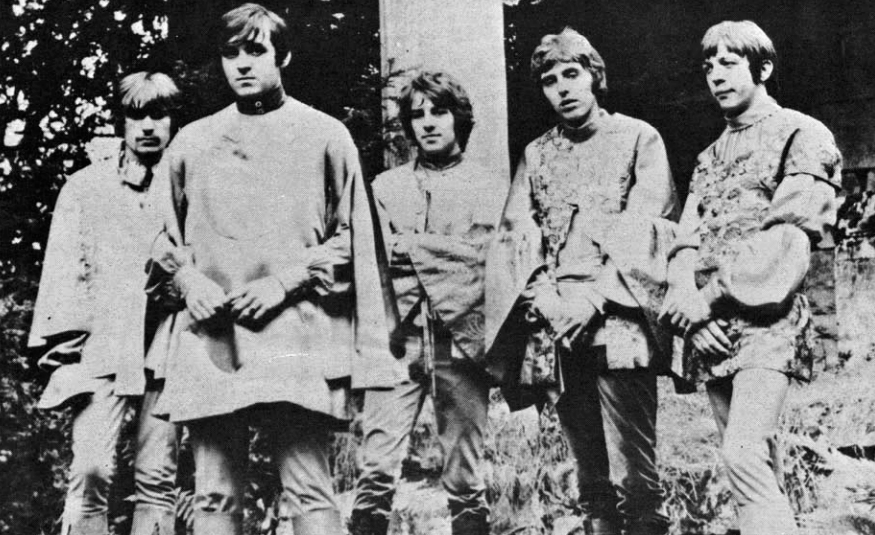
Procol Harum, 1967

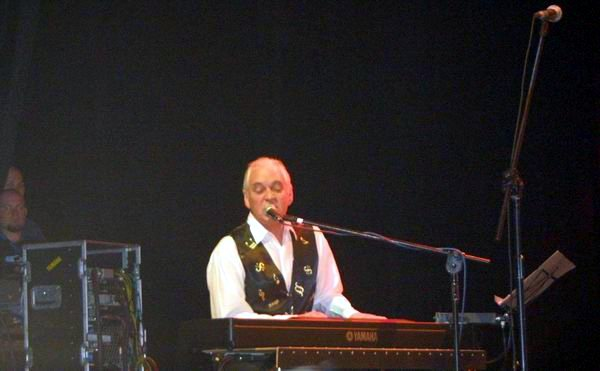
Gary Brooker, 2001

Procol Harum – brytyjski zespół rockowy grający rock psychodeliczny i progresywny z elementami bluesa, R&B oraz soulu, założony w 1967 w Southend-on-Sea przez Gary'ego Brookera i Keitha Reida. Ich debiutancki singiel  A Whiter Shade of Pale sprzedał się w ponad 10 milionach egzemplarzy na całym świecie, a w 2018 został włączony na listę singli Rock and Roll Hall of Fame.

## Historia
Założony w 1967 przez Gary’ego Brookera i Keitha Reida jako zespół grający rhythm and blues, pozostając pod wyraźnym wpływem amerykańskiego zespołu The Band. Początkowo grali w lokalnych klubach repertuar taneczny. Przełomem było wydanie w 1967 pierwszego singla, który zawierał utwór „A Whiter Shade of Pale” (co na polski przetłumaczono jako „Bielszy odcień bieli”), zainspirowany muzycznie „Arią na strunie G” Johanna Sebastiana Bacha. Utwory były dziełem pary autorskiej spółki Brooker – Reid. Do najbardziej znanych należą: „Conquistador”, „Shine on Brightly”, „A Salty Dog”, „Whisky Train”, „Whaling Stories”, „Simple Sister”, „Grand Hotel”, „Pandora’s Box”.
Brzmienie grupy oparte było na sekcji instrumentów klawiszowych (Brooker, Fisher), melodyjnej gitarze, łagodniej grającej sekcji rytmicznej, śpiewie Brookera oraz symfonicznych aranżacjach. Zespół rozwinąwszy swe progresywne, a zarazem lekkie brzmienie, zajął miejsce pomiędzy awangardą progresywnego rocka (Yes, King Crimson, ELP) a muzyką środka.
W 1977 Gary Brooker opuścił grupę, by poświęcić się solowej karierze. M.in. jako solista dał koncert na festiwalu piosenki w Sopocie w 1978. Odejście Brookera zawiesiło na kilkanaście lat działalność Procol Harum. W 1991 Brooker reaktywował zespół, który nagrał nowy album, The Prodigal Stranger, i odbył trasę koncertową. W 2002 grupa powróciła do studia nagrywając płytę The Well’s on Fire.
Zespół wystąpił kilkakrotnie w Polsce, a w 1975 Polskie Nagrania „Muza” wydały jego dziewiąty album – Procol’s Ninth.
19 lutego 2022 w wieku 76 lat zmarł Gary Brooker. Przyczyną śmierci muzyka była choroba nowotworowa.

## Muzycy

### Ostatni skład zespołu
- Gary Brooker (zmarły) – śpiew, instrumenty klawiszowe (1967–1977, 1991–2022)
- Geoff Whitehorn – gitara (od 1991)
- Matt Pegg – gitara basowa (od 1993)
- Josh Phillips – instrumenty klawiszowe (1993, od 2004)
- Geoff Dunn – perkusja (od 2006)

### Byli członkowie zespołu
- Keith Reid – słowa (1967–1977, 1991–2017)
- Matthew Fisher – instrumenty klawiszowe, śpiew (1967–1969, 1991–2004)
- Dave Knights – gitara basowa (1967–1969)
- Ray Royer – gitara (1967)
- Bobby Harrison (zmarły) – perkusja (1967)[7]
- B.J. Wilson (zmarły) – perkusja, instrumenty perkusyjne (1967–1977)
- Robin Trower – gitara, śpiew (1967–1971, 1991)
- Chris Copping – gitara basowa, instrumenty klawiszowe (1969–1977)
- Dave Ball (zmarły) – gitara (1971–1972)[8]
- Alan Cartwright (zmarły) – gitara basowa (1972–1976)
- Mick Grabham – gitara (1972–1977)
- Tim Renwick – gitara (1977, 1991)
- Pete Solley – instrumenty klawiszowe (1977)
- Dee Murray (zmarły) – gitara basowa (1977)
- Dave Bronze – gitara basowa (1991–1993)
- Mark Brzezicki – perkusja (1991–1992, 2000-2006)
- Jerry Stevenson – gitara, mandolina (1991)
- Don Snow – instrumenty klawiszowe (1992)
- Ian Wallace (zmarły) – perkusja (1993)[9]
- Graham Broad – perkusja (1995, 1997)
- Henry Spinetti – perkusja (1996)

## Dyskografia
- 1967: Procol Harum
- 1968: Shine on Brightly
- 1969: A Salty Dog
- 1970: Home
- 1971: Broken Barricades
- 1972: Live in Concert with the Edmonton Symphony Orchestra
- 1973: Grand Hotel
- 1974: Exotic Birds and Fruit
- 1975: Procol’s Ninth
- 1977: Something Magic
- 1991: The Prodigal Stranger
- 2003: The Well’s on Fire
- 2017: Novum